# Listă de filme sovietice din 1962
- Filme sovietice din: 1961 — 1962 — 1963

Aceasta este o listă de filme produse în Uniunea Sovietică în 1962.
| Titlu                 | Titlu original          | Regizor                                  | Distribuție | Gen              | Note                                                |
| --------------------- | ----------------------- | ---------------------------------------- | ----------- | ---------------- | --------------------------------------------------- |
| 1962                  |                         |                                          |             |                  |                                                     |
| A Trip Without a Load | Порожний рейс           | Vladimir Vengerov                        |             | Drama            | prezentat la 3rd Moscow International Film Festival |
| Omul amfibie          | Человек-амфибия         | Vladimir Cebotariov și Ghennadi Kazanski |             | film SF          |                                                     |
| Balada husarului      | Гусарская баллада       | Eldar Reazanov                           |             | Muzical, comedie |                                                     |
| Copilăria lui Ivan    | Иваново детство         | Andrei Tarkovski                         |             | dramatic         |                                                     |
| 9 zile dintr-un an    | Девять дней одного года | Mikhail Romm                             |             | dramatic         |                                                     |
| Opasniye Povoroty     |                         |                                          |             | Comedy           | Panorama movie                                      |
| Planeta bur           | Планета Бурь            | Pavel Klushantsev                        |             | Science fiction  |                                                     |
| Lebedele sălbatice    | Дикие лебеди            | Mihail Țehanovski                        |             | Animație         |                                                     |

 Цехановские

## Legături externe
- Filme sovietice din 1962 la Internet Movie Database